# Лукашівка (Липовецька міська громада)
Лукаші́вка (Лукашова) — село в Україні, у Липовецькій міській громаді Вінницького району Вінницької області. Населення становить 541 особу.

## Історія
12 червня 2020 року, розпорядженням Кабінету Міністрів України № 707-р «Про визначення адміністративних центрів та затвердження територій територіальних громад Вінницької області», увійшло в Липовецьку міську громаду.
19 липня 2020 року, в результаті адміністративно-територіальної реформи та ліквідації Липовецького району, село увійшло до складу Вінницького району.

## Населення

### Мова
Розподіл населення за рідною мовою за даними :
| Мова       | Кількість | Відсоток |
| ---------- | --------- | -------- |
| українська | 743       | 99.07%   |
| російська  | 6         | 0.80%    |
| вірменська | 1         | 0.13%    |
| Усього     | 750       | 100%     |

## Відомі люди
- Дробот Яків Васильович — козак 2-ї бригади 4-ї Київської дивізії Армії УНР, Герой Другого Зимового походу
- Желеховський Андрій Володимирович (1882—1943) — український фізик, електрик, жертва сталінського терору.